# PZL M28 Skytruck
Le PZL M28 Skytruck est un avion de transport léger polonais, produit par PZL Mielec, en tant que développement de l'Antonov An-28 construit sous licence. Les premiers avions construits sous licence ont été désignés PZL An-28. Les variantes de patrouille maritime et de reconnaissance sont appelées PZL M28B Bryza («brise marine»).

## Développement
L'Antonov An-28 remporté un concours contre le Beriev Be-30 pour un nouvel appareil de transport léger de passagers pour les liaisons court-courriers d'Aeroflot, conçu pour remplacer le biplan An-2 très populaire. L'An-28 est dérivé de l'ancien An-14. Les points communs avec l'An-14 incluent une disposition d'aile haute, des ailerons et des gouvernails jumeaux, mais il diffère par un fuselage retravaillé et plus long, avec des moteurs à turbopropulseurs. Le moteur d'origine était le TVD-850, mais les versions de production sont équipés de TVD-10B plus puissant, avec des hélices à trois pales.
L'An-28 effectue son premier vol sous le nom d'An-14M en septembre 1969 en URSS. Un avion de préproduction ultérieur vole pour la première fois en avril 1975. La production de l'An-28 est ensuite transférée au polonais PZL Mielec en 1978, bien que ce ne soit que le 22 juillet 1984 que le premier avion de production construit en Pologne vole. Le certificat soviétique de l'An-28 est délivré en avril 1986.
PZL Mielec devient la seule entreprise produisant des An-28. La variante de base, qui ne diffère pas de la variante soviétique, est désignée PZL An-28 et est équipée de moteurs PZL-10S (TVD-10B). Ils sont principalement construits pour l'URSS, jusqu'à sa fin. L'avion est ensuite développé par PZL Mielec dans une version occidentalisée alimentée par des turbopropulseurs Pratt & Whitney PT6A-65B de 820 kW avec des hélices Hartzell à cinq pales, plus une avionique occidentale BendixKing. Désigné PZL M28 Skytruck, le premier vol a lieu le 24 juillet 1993 et est en production limitée, principalement pour l'exportation (39 produits en 2006). L'avion reçoit la certification polonaise en mars 1996 et le certificat US FAR Part 23 le 19 mars 2004.
Outre le Skytruck, PZL Mielec développe une famille d'avions de transport léger militarisé et de reconnaissance maritime pour l'armée de l'air polonaise et la marine polonaise dans les années 1990, avec des moteurs PZL-10S, nommés PZL M28B dans l'armée de l'air et Bryza dans la marine. À partir de 2000, les M28B nouvellement produits commencent également à être équipés d'hélices à cinq pales.
PZL Mielec est racheté par Sikorsky en 2007. Acheté principalement pour produire des structures d'hélicoptères, l'entreprise produit également 10 M28 par an. Le propriétaire actuel de Sikorsky, Lockheed Martin, le commercialisé auprès des gouvernements d'Indonésie, de Jordanie, de Pologne, du Venezuela, du Vietnam, des États-Unis et des opérateurs commerciaux. Réparti à parts égales entre les applications commerciales et militaires, il est en concurrence avec le Viking Air Twin Otter, le Let 410 et le Dornier 228.

## Design

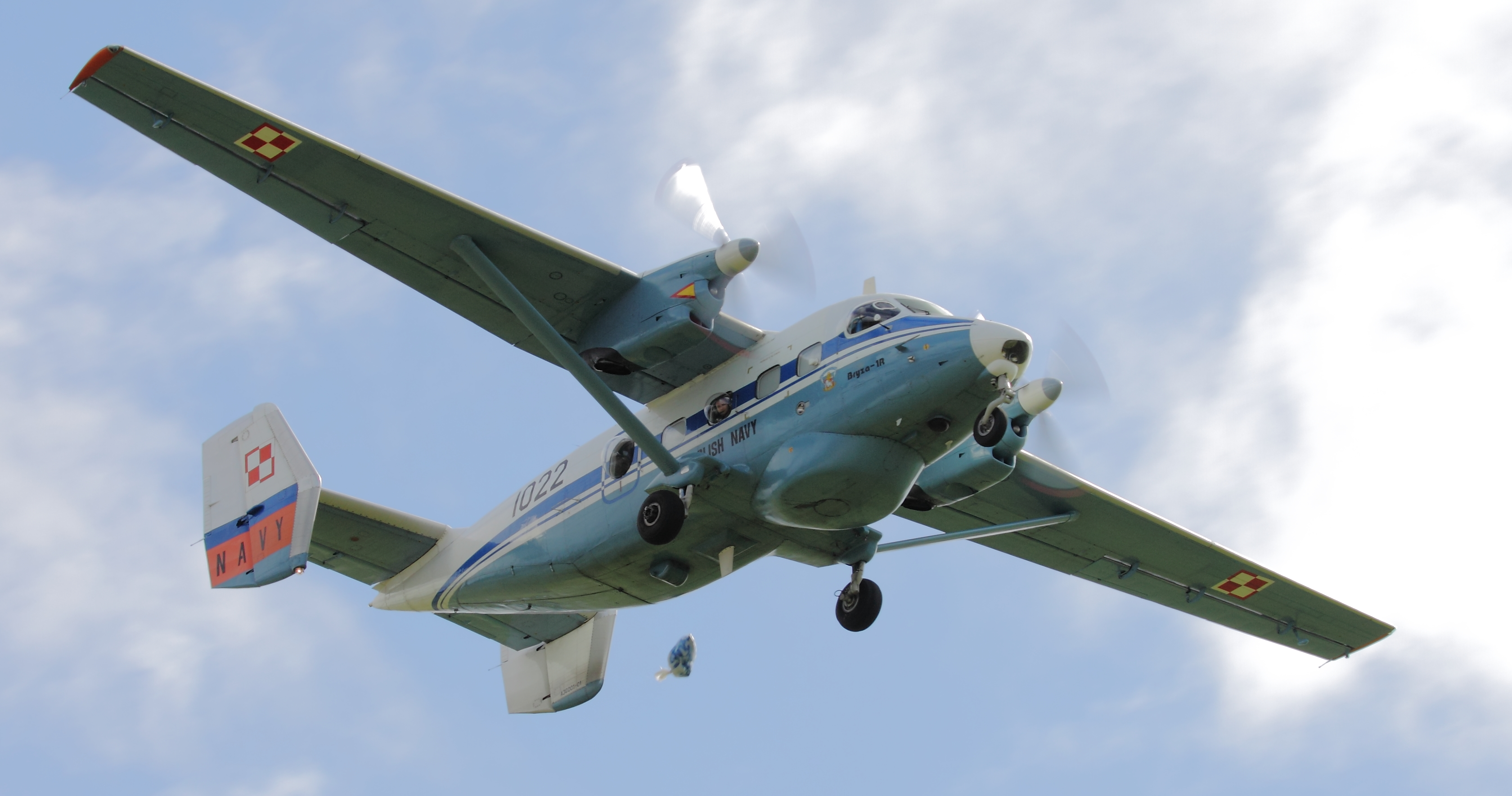
Aile haute et double ailerons verticaux

Le M28 est un monoplan bimoteur à ailes hautes avec une cellule entièrement métallique, deux ailerons verticales et des trains d'atterrissage fixe. En cas de panne moteur, un spoiler en avant de l'aileron s'ouvre automatiquement sur l'aile opposée. Cela limite la chute des ailes à 12° en cinq secondes au lieu de 30°.
Il est capable de décollage et d'atterrissage courts (STOL) et d'opérations en conditions hot and high. Les bec de bord d'attaque déployées de manière aérodynamique à l'approche de la vitesse de décrochage permettent une vitesse de décrochage faible de 64 nœuds (119 km/h) et alors que la longueur d'atterrissage de certification est de 500 mètres, PZL a démontré un atterrissage en 156 mètres. Les séparateurs inertiels des conduits d'air d'admission, la configuration inversée du PT6 et la configuration de l'aile haute protègent les moteurs et les hélices contre les dommages causés par des corps étrangers pour les opérations sur piste sommaire.
Plusieurs configurations sont disponibles: une version avion de ligne de 19 passagers avec 2-1 sièges et une nacelle à bagages sous le ventre; une version avion cargo avec une option de palan à manivelle de 700 kilogrammes; une version combinée (le plus courant); une version transport VIP; une version pour évacuation sanitaire pour six civières et sept sièges; une version de recherche et sauvetage; une version parachutiste de 17 places; une version avec une cabine utilitaire de 18 passagers et une version anti-incendie. Deux personnes peuvent effectuer la bascule entre les configurations passager et cargo en 7 min. Ses portes arrière s'ouvrant vers l'intérieur permettent le largage de la cargaison et les opérations utilitaires ainsi que l'embarquement des passagers.
Il peut décoller en 550 mètres avec la masse maximale au décollage de 7500 kg. La charge utile maximale est de 2300 kg, il peut transporter cette charge à 190 kilomètres, et transporter 1100 kilogrammes avec un plein de carburant à 1300 kilomètres.

## Historique opérationnel
176 An-28 et M28 dans toutes les variantes ont été construits en Pologne en 2006. La plupart des utilisateurs sont les anciennes compagnies de l'aviation civile soviétique ainsi que l'armée de l'air et de la marine polonaise (environ 25 en 2006), un plus petit nombre est utilisé par l'aviation civile en Pologne, aux États-Unis, au Népal, en Colombie, au Venezuela, au Vietnam et en Indonésie.
Le 4 novembre 2005, un M28 de l'armée de l'air vietnamienne s'écrase dans le district de Gia Lam, à Hanoï. Les trois membres d'équipage sont tués.
Le 12 février 2009, le périodique hebdomadaire Air Force Times rapporte que l'Air Force Special Operations Command (AFSOC) recevrait 10 PZL M28 Skytrucks en juin 2009. Ces avions portent la désignation de série de C-145A Skytruck/C-145A Combat Coyote. En 2011, un appareil atterrit violemment en Afghanistan et est irrémédiablement endommagé. 11 des C-145A de l'AFSOC sont retirés en 2015. En 2016, trois sont envoyés au Kenya, deux au Costa Rica, deux au Népal et deux en Estonie. Le 15 décembre 2022, les 3 derniers sont retirés du service aux États-Unis.
En avril 2025, le Service aérien de l'armée népalaise en perçoit deux autres achetés neuf par le département de la défense des États-Unis dans le cadre d'un contrat de 30,3 millions de dollars américains.

## Variantes

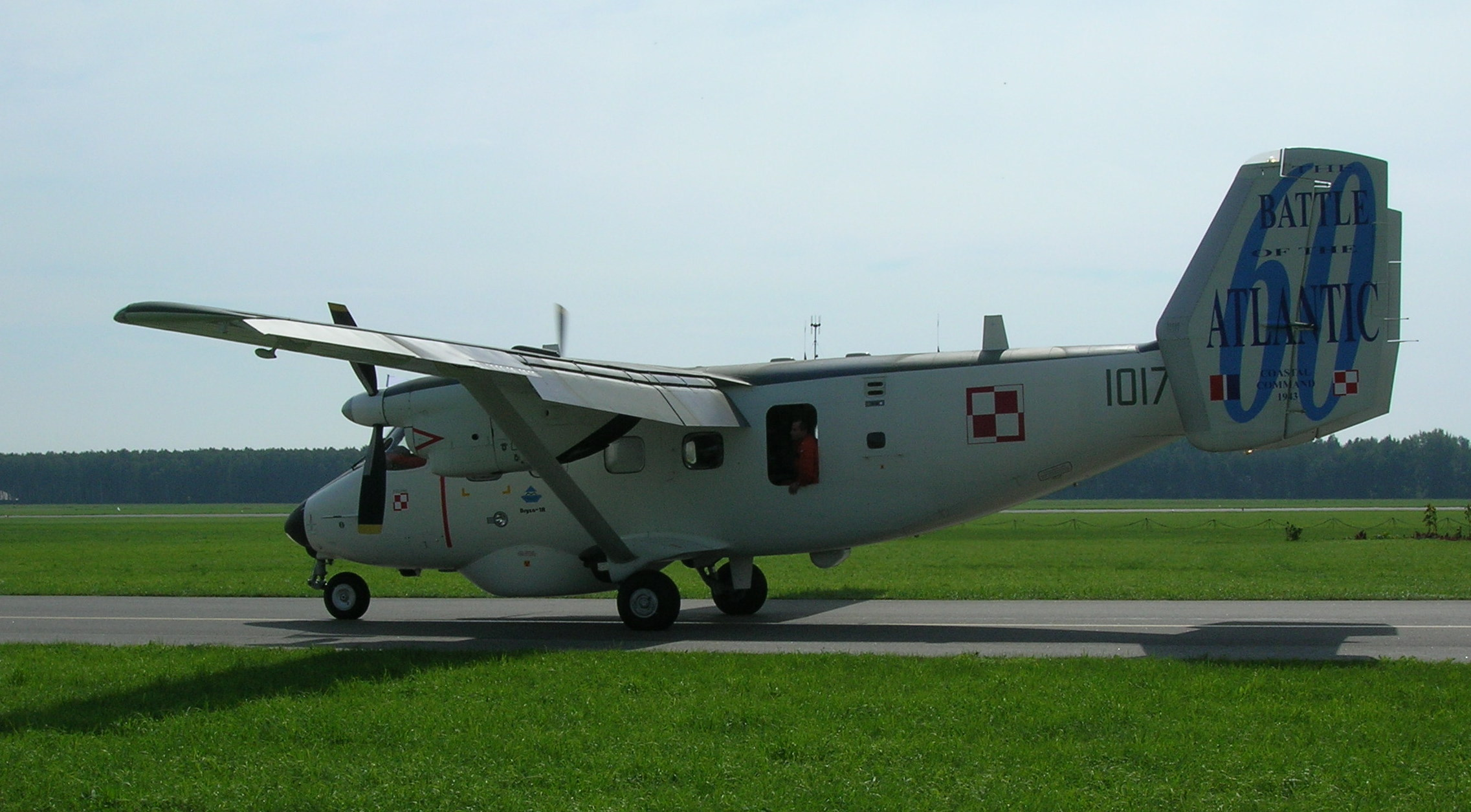
PZL M28B Bryza 1R dans une livrée commémorative

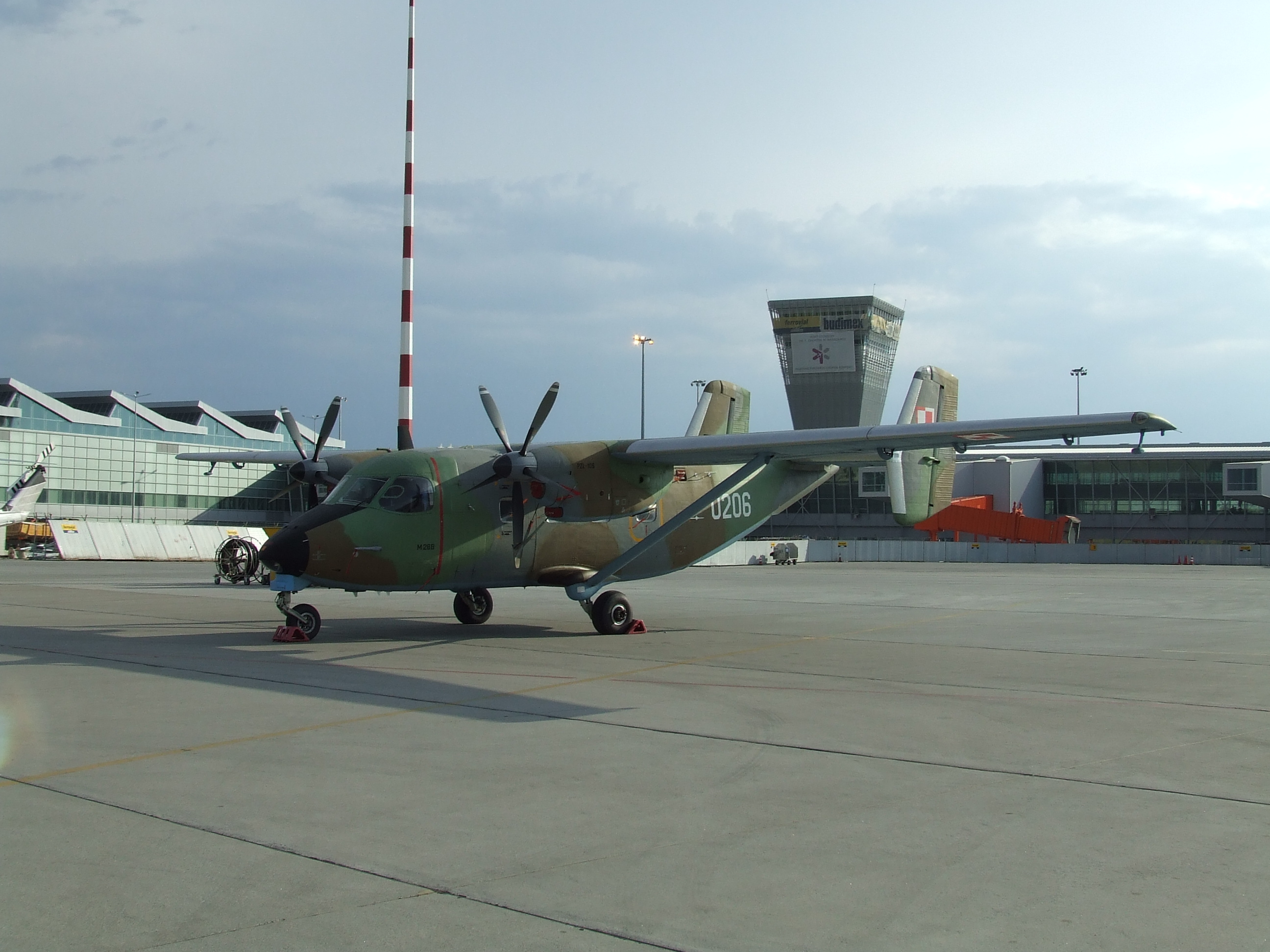
M28 Bryza sur l'aérodrome d'Okęcie

### Variantes de cellule
PZL An-28
Variante originale construite sous licence Antonov, avec moteurs PZL-10S (licence TV-10B).
PZL M28 Skytruck
Variante de développement avec fuselage et ailes redessinés, nouveaux moteurs Pratt & Whitney Canada, nouvelle avionique (occidentale), rotors à 5 pales et quelques autres modifications mineures.
PZL M28B Bryza
Variante militarisée utilisée par l'armée de l'air polonaise et la marine polonaise, similaires au Skytruck, mais avec des moteurs PZL-10S. Utilise un train d'atterrissage partiellement rétractable pour éviter d'interférer avec son radar .
PZL M28+ Skytruck Plus
Prototype de nouvelle variante allongée avec plus d'espace interne, pas en production.
C-145A
Variante exploitée par l'USAF Special Operations Warfare Center. Similaire au Skytruck, mais avec des turbopropulseurs Pratt et Whitney PT6A-65B. L'USAF a commencé à retirer l'avion du service avec le premier appareil, le AF Ser. N ° 08-0310, livré au 309th Aerospace Maintenance and Regeneration Group sur la Davis-Monthan AFB, en Arizona, le 28 mai 2015. En juin 2015, onze avions sur 16 y étaient entreposés.

### Variantes utilisées par l'armée polonaise
PZL An-28TD
Variante de transport de base. Utilisée principalement pour l'entraînement de transport et de parachutisme (2 construits).
PZL M28B
Plusieurs variantes de transport améliorées similaires comprenant des mises à niveau de l'avionique et de la cellule: Bryza 1TD (2 construits), M28B (3 construits), M28B Salon (1 construit), M28B TDII, TDIII et TDIV (2 construits de chaque).
PZL M28B Bryza 1R
Variante de patrouille maritime et de reconnaissance (équipée de: Radar de recherche et de surveillance 360 ° ASR-400, et de la liaison de données Link-11). Utilisée principalement pour les patrouilles aux frontières maritimes, les opérations de recherche et sauvetage et la protection de la zone maritime économique nationale (7 construits).
PZL M28B Bryza 1E skydiving
Variante de reconnaissance écologique maritime et de patrouille (2 construites).
PZL M28B Bryza 1RM bis
Variante de patrouille maritime et de reconnaissance avec capacité de détection sous-marine, de 2004 (équipée de: Radar de recherche et de surveillance à 360 ° ARS-800-2, éjection de bouées son hydroacoustiques à usage unique, système d'imagerie thermique (FLIR), détecteur d'anomalies magnétiques, liaison de données Link -11). Utilisée principalement pour les patrouilles aux frontières maritimes, les opérations de recherche et sauvetage et la protection de la zone maritime économique nationale (1 construit à partir de 2006).
PZL M28 05 Skytruck
Patrouille maritime et missions de recherche et sauvetage pour les garde-frontières polonais (en), de 2006 (équipé du radar de recherche et de surveillance ARS-400M et du système FLIR) (1 construit à partir de 2006).

## Opérateurs

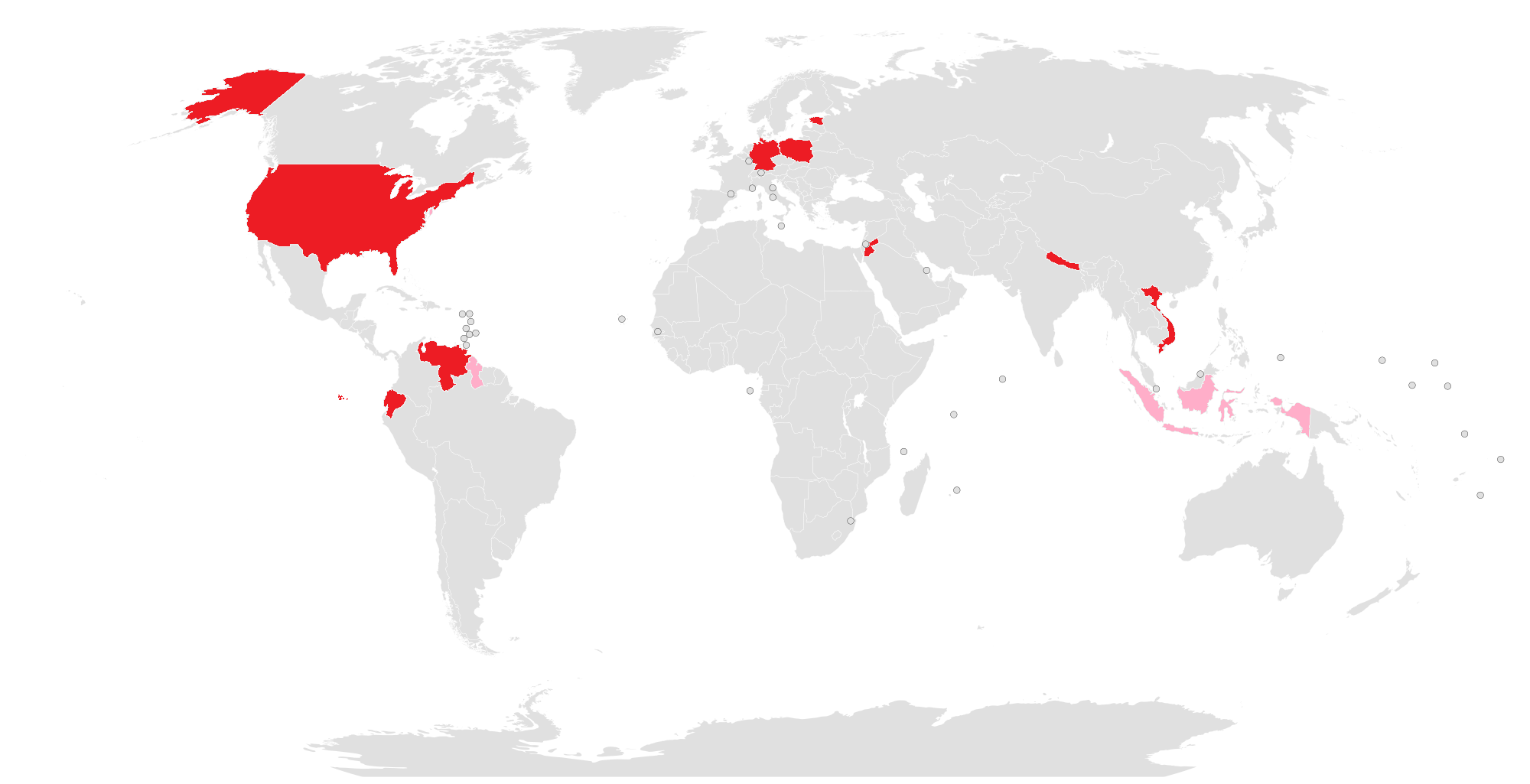
Opérateurs de PZL M28 (civil en rose)

### Opérateurs civils
Guyana
- JAGS Aviation Guyana – 1

 Indonésie
- Police nationale indonésienne – 4

 États-Unis
- Sierra Nevada Corporation – 2
- Arizona Department of Public Safety – 2

### Opérateurs militaires
Équateur
- Armée équatorienne (en) - 1 en service depuis septembre 2018, acheté pour remplacer l'IAI Arava perdu[12],[13].

 Estonie
- Force aérienne estonienne - 2 ex C-145A donnés par l'US Air Force, reçus en mars 2019[14],[15].

 Allemagne
- Bundeswehr – 2 loués à une entreprise privée pour une utilisation dans le cadre de la formation de parachutistes depuis 2017[16].

 Jordanie
- Force aérienne royale jordanienne – 3[17]

 Népal
- Force aérienne de l'armée népalaise – 3[18]

 Pologne
- Force aérienne de la République polonaise – 25
- Marine polonaise – 16
- Garde-frontières polonais (en) – 1

 États-Unis
- United States Air Force
  - Air Force Special Operations Command
    - 318th Special Operations Squadron (en) (2007-2013)
    - 6th Special Operations Squadron (en) (depuis 2012)

  - Air Force Reserve Command
    - 711th Special Operations Squadron (en) (depuis 2013)

 Venezuela
- Armée de terre vénézuélienne – 12
- Garde nationale vénézuélienne – 13

 Vietnam
- Force aérienne populaire vietnamienne – 1[19]

## Accidents
- Le 28 octobre 2010, un M28 exploité par la police indonésienne s'est écrasé dans la région de Nabire, dans l'État indonésien de Papouasie, tuant cinq personnes[20].
- Le 3 décembre 2016, un PZL Skytruck appartenant à la police nationale indonésienne s'est écrasé (en) dans l'océan à Dabo, dans les îles Riau, alors qu'il transportait 13 personnes. Les 13 personnes à bord ont été tuées dans l'accident. Des témoins oculaires ont déclaré que l'avion avait subi une panne en vol et ont affirmé que le moteur de l'avion émettait de la fumée noire[21].
- Le 30 mai 2017, un PZL Skytruck appartenant à l'armée népalaise immatriculé NA-048 s'est écrasé sur l'aéroport de Kolti, basé à Bajura, alors que son pilote tentait de faire atterrir l'avion. L'avion cargo devait atterrir sur l'aéroport de Simikot dans le district de Humla. Cependant, les mauvaises conditions météorologiques ont contraint le pilote à se dérouter vers Bajura. Le pilote de l'avion est décédé tandis que deux autres passagers ont été blessés[22].

## Caractéristiques (PZL M28)

### Caractéristiques générales
- Équipage: 2
- Capacité: 19 passagers (17 parachutistes / 2,300 kg)
- Longueur: 13.1 m
- Envergure: 22.06 m
- Hauteur: 4.9 m
- Longueur de la cabine: 5.26 m
- Largeur de la cabine: 1.73 m
- Hauteur de la cabine: 1.72 m
- Volume de la cabine: 15.65 m2
- Surface de l'aile: 39.72 m2
- Profil: TsAGI R-II-14 (14%)
- Poids à vide: 4,354 kg
- Masse maximale au décollage: 7,500 kg
- Capacité de carburant: 1,766 kg/ 2,278 l
- Moteurs: 2 × Moteurs à turbopropulseurs Pratt & Whitney Canada PT6A-65B, 820 kW (1100 ch) chacun
- Hélices: Hartzell HC-B5MP-3D10876ASK
- Taille des Hélices: 2.83 m

### Performance
- Vitesse maximale: 355 km/h (192 kn)
- Vitesse de croisière: 244 km/h (132 kn)
- Vitesse de décrochage: 120 km/h (65 kn)
- Vitesse de contrôle minimale  (VMCA): 153 km/h (83 kn)
- Portée: 1,592 km à 3,281 m (10,764 ft) avec 45 min reserve
- Portée en altitude de croisière: 3,100 km avec réservoirs de croisière dans la cabine
- Endurance: 6.2 heures à 3,048 m avec 45 min reserve
- Plafond de service: 7,620 m
- Limites g: +3 -1
- Taux de montée: 12.29 m/s
- Temps à l'altitude: 3,000 m (9,843 ft) en 6 minutes
- Course au décollage: 548 m
- Course à l'atterrissage: 499 m
- Consommation de carburant: 268 kg/h

### Développement connexe
- Antonov An-14
- Antonov An-28

### Aéronefs de rôle, de configuration et d'époque comparables
- de Havilland Canada DHC-6 Twin Otter
- Let L-410 Turbolet
- IAI Arava
- Dornier 228
- Harbin Y-12
- CASA C-212
- Short Skyvan
- GAF Nomad